# 9/11: Inside the President's War Room
9/11: Inside the President's War Room és un documental del 2021 sobre els atemptats de l'11-S als Estats Units. Relata les dotze hores posteriors a la massacre amb George W. Bush com a protagonista i s'endinsa en els dilemes de la presa de decisions contra rellotge on també hi participen Dick Cheney, Condoleezza Rice, Colin Powell, altres col·laboradors i membres del seu gabinet, així com alguns dels periodistes que els acompanyaven en aquella jornada.
Dirigit per Adam Wishart i Jeff Daniels com a narrador. Estrenat a nivell mundial per la plataforma Apple TV+ i BBC One el setembre de 2021, amb motiu del 20è aniversari de l'atac.

## Contingut
Compta amb els testimonis inèdits fins al moment del president George W. Bush, el vicepresident Dick Cheney, Condoleezza Rice (assessora de seguretat nacional), Colin Powell (secretàri d’Estat), Andy Card (cap de gabinet), Dan Bartlett (director de comunicació), la contraalmirall Deborah Loewer (cap de Sala de crisi), Josh Bolten (subdirector de gabinet), Ari Fleischer (secretari de premsa), Karl Rove (assessor sènior del president), Karen Hughes (assessora especial del president), Mary Matalin (assessora de Cheney), Mike Morrell (CIA), Ted Olson (procurador general), el coronel Mark Tillman (pilot de la Air Force One), David Wilkinson i Tony Zotto (servei secret).
El documental es nodreix de les fotografies que aquell dia va fer el fotògraf oficial de Bush, Eric Draper, junt amb d'altres arxius filmats, que il·lustren el desconcert i la impotència d'aquells moments.

## Recepció i crítiques
En la crítica de Mónica Planas a l'Ara ens remarca la visió diferent que representa aquest documental, ja que la majoria de reportatges sobre l'11S situen als espectadors en el punt de vista de les víctimes o se centren en un punt de vista més geopolític, en canvi en 9/11: Inside the President's War Room és el propi President dels Estats Units i els seus col·laboradors més pròxims qui ens relaten moments impactants i detalls d'aquella jornada. Per veure com es gestiona una catàstrofe des de la mateixa Casa Blanca.
Per Jack Seale de The Guardian, un tipus de documental polític que intenta posar-nos "a l'habitació", per explicar-nos com es van prendre decisions històriques i com es van sentir en aquella situació. El documental dona la sensació d’estar a la sala d'una manera que pocs documentals han tingut mai, amb narracions simultànies que segueixen els moviments del president i la matança que es desenvolupa a terra, minut a minut.